# (16407) Oiunskij
(16407) Oiunskij es un asteroide perteneciente al cinturón de asteroides, descubierto el 19 de septiembre de 1985 por la astrónoma soviética Liudmila Chernyj y su esposo, el también astrónomo, Nikolái Chernyj, desde el Observatorio Astrofísico de Crimea (República de Crimea).

## Designación y nombre
Designado provisionalmente como 1985 SV2. Fue nombrado Oiunskij en honor al erudito de Yakutia Platón Alekséyevich Sleptsov-Oyunski.